# Монгуш Доруг-оол Алдин-оолович
Доруг-оол Алдин-оолович Монгуш (12 грудня 1928 — 2017) — радянський і російський лінгвіст, заслужений діяч науки Тувинської АРСР, народний вчитель Республіки Тива, лауреат Премії Голови Уряду Республіки Тива в галузі науки і техніки, член Радянського комітету тюркологів.

## Біографія
Народився 12 грудня 1928 року в містечку Ариг-Бажи (нині с. Солчур Овюрського району) Тувинської народної Республіки. Навчався в Хандагайтинській, Чаданській школах. У 1949 році закінчив зі срібною медаллю середню школу № 2 м. Кизила, в 1951 р. — Абаканський учительський інститут, в 1957 р. — Інститут східних мов при МДУ імені М. В. Ломоносова. Після Абаканського учительського інституту рік пропрацював викладачем рідної мови в Кизильському педагогічному училищі. У 1957—1959 роках, працюючи методистом Тувинського обласного інституту удосконалення вчителів, керував роботою щодо створення програм, підручників і навчальних посібників з рідної мови для національних шкіл (у співавторстві з М. Д. Біч-оолом, Б. Л. Ондаром, А. К. Ойдан-оолом та ін) і розробці методики викладання тувинського мови в школах. У 1962 р., закінчивши аспірантуру Інституту мовознавства АН СРСР, поступив на роботу в ТНИИЯЛИ. Працював у ТНИИЯЛИ (нині ТИГПИ) 55 років. З 1962 р. по 1972 р. він завідував сектором мови та писемності, з 1972 р. по 1979 р. був вченим секретарем ТНИИЯЛИ, з 1979 р. по 1991 р. — заступником директора по науці. З 1991 р. працював провідним науковим співробітником сектору мови. За час роботи в інституті Д. А. Монгуш став великим фахівцем в області тюркології, грав провідну роль в тувинському мовознавстві, а також у підготовці кадрів тувинської філології, у розробці підручників з тувинскої мови для шкіл республіки.

## Наукова діяльність
Протягом усього свого наукового та творчого життя Доруг-оол Монгуш тісно співпрацював з вченими вітчизняного мовознавства і тюркології, як Єлизавета Убрятова, В. М. Наделяєв, С. Ю. Малов, Ерванд Севортян, А. Пальмбах, Ф. Р. Ісхаков, І. А. Батманов, Майя Черемисіна, Ш. Ч. Сат, М. Д. Біче-оол, Б. В. Татаринцев, З. Б. Чадамба та інші. Він — автор понад 150 наукових робіт. Вніс істотний внесок у збереження і популяризацію давньотюркських рунічних пам'ятників. Ним перекладені тексти відомих пам'яток орхоно-єнісейської писемності з давньотюркської мови на тувинську, на основі яких здійснені художні переклади письменниками Юрієм Кюнзегешом і А. Даржаєм. Він — незмінний наставник і консультант не тільки початківців фахівців з гуманітарних наук, але й учених. Ним написано кілька десятків відгуків і рецензій на різні монографії, кандидатські і докторські дисертації. Зробив значний внесок і в розвиток методики викладання тувинської мови як автор робіт навчально-методичного характеру, програм і методичних посібників.

## Праці
- Монография «Формы прошедшего времени в тувинском языке» (Кызыл, 1963)
- «Совет уеде тыва дылдын хогжулдези» («Развитие тувинского языка в советский период» в соавторстве с Ш. Ч. Сатом, Кызыл, 1967)
- «Тувинская письменность и некоторые вопросы её дальнейшего развития» (1970)
- «Сорок лет тувинской письменности» (1971)
- «Тувинский алфавит и его совершенствование» (1972)
- «Орфография тувинского языка» (1973)
- «50 лет тувинской национальной письменности» (1980)
- "Некоторые вопросы изучения развития тувинского языка (1981)
- «Тувинский язык. Современное состояние письменности и дальнейшие пути её улучшения» (1982)
- «Тувинская письменность» (2001)
- словарь "Русско-тувинский учебный словарь (Москва, 1988)
- «Толковый словарь тувинского языка» (Новосибирск, 2003)
- «Тыва-турк словарь» (Кызыл, 2005)

Редагував різноманітні видання: монографії, збірники статей, фольклорні збірники і наступні академічні томи.
- «Тувинські народні казки»
- «Тувинські героїчні сказання»
- «Пам'ятники фольклору народів Сибіру і Далекого Сходу»
- «Етимологічний словник тувинського мови» Б. В. Татаринцева (Новосибірськ, 2000, 2002, 2004, 2009)

## Нагороди та звання
- Заслужений діяч науки Тувинської АРСР (1970)
- Народний учитель Республіки Тива (2008)
- Орден Дружби Народів (1986)
- Орден Республіки Тива (1995)
- медаль «За доблесну працю в ознаменування 100-річчя з дня народження В.І Леніна»
- Почесна грамота Президії Верховної Ради Тувинської АРСР